# John Deacon
John Deacon   (Leicester, 19 d'agost de 1951) és un músic retirat que va tocar el baix i compondre al grup de rock Queen. Va ser l'últim integrant a completar la formació el 1971, la qual es va mantenir fins a la mort de Freddie Mercury el 1991. Deacon es va desentendre definitivament de Queen poc abans de la creació de Queen & Paul Rodgers.
Va crear cançons com "Misfire", "You're My Best Friend", "Another One Bites the Dust", "I Want to Break Free", o "Friends Will Be Friends", entre altres èxits.

## Paul Deacon
A principis de 1971 va acudir amb Peter Stoddart i una amiga, Christine Farnell, al Maria Assumpta Teacher Training College. Christine li va presentar tres amics seus: Roger Taylor, Brian May i Freddie Mercury. Com que Taylor i May buscaven un baixista pel seu grup, Queen, li van preguntar a Deacon si li agradaria fer una prova. Aquest va acceptar i, tres dies després, a l'Imperial College, va fer la prova. Van veure que era bo, i com que era una mica callat i reservat, fet que es contraposava al caràcter dels altres membres del grup, van pensar que podria adaptar-s'hi sense gaires problemes. El fet que fos un mag de l'electrònica va ser un factor decisiu per a la seva adaptació. Posteriorment, la formació com a enginyer electrònic li va servir per construir i adaptar equips per a la banda. La seva creació més coneguda és el Deacy Amp, utilitzat per Brian May i ell mateix, per exemple al final del tema "Bohemian Rhapsody".
Igual que els altres membres del grup, durant l'adolescència, va formar part de diversos grups, que no van arribar a quallar. Fins que per fi, a finals de 1971, uns dies després de la prova, el van avisar que l'acceptaven i es va convertir en el quart i definitiu membre d'un grup radicat a Kensington i Chelsea.
Deacon va passar els següents 16 anys amb el grup, en què va coproduir 12 àlbums i 32 senzills. El 1986 va realitzar el seu primer i únic treball com a solista. Va formar part del grup The Immortals, juntament amb Robert Ahwai i Lenny Zakatek, i van gravar un únic tema titulat "No Turning Back", que va sortir al mercat aquell mateix any i va aparèixer a la pel·lícula Biggles, en la qual Deacon fa una petita aparició.
Entre 1988 i 1991, amb Queen, va completar els àlbums The Miracle i Innuendo. Després de la mort de Freddie Mercury, el 24 de novembre de 1991, va fer el darrer àlbum amb Queen, Made In Heaven, i va aparèixer juntament amb Brian May i Roger Taylor al The Freddie Mercury Tribute Concert de 1992 i per tocar "The Show Must Go On" a París, juntament amb Elton John. Després va retirar-se i va declinar l'oferiment de treballar en el projecte Queen & Paul Rodgers.

## Discografia

### Discos d'estudi
| Nom de l'àlbum       | Informació |
| -------------------- | --- |
| Queen                | - Data: 13 de juliol, 1973 - Segell discogràfic: Hollywood Records - Productors: John Anthony, Roy Thomas Baker, Queen |
| Queen II             | - Data: 8 de març, 1974 - Segell discogràfic: Hollywood Records - Productors: Robin Cable, Roy Thomas Baker, Queen     |
| Sheer Heart Attack   | - Data: 8 de novembre, 1974 - Segell discogràfic: Hollywood Records - Productors: Roy Thomas Baker, Queen              |
| A Night At The Opera | - Data: 21 de novembre, 1975 - Segell discogràfic: Hollywood Records - Productors: Roy Thomas Baker, Queen             |
| A Day at the Races   | - Data: 10 de desembre, 1976 - Segell discogràfic: Hollywood Records - Productors: Queen                               |
| News of the World    | - Data: 28 d'octubre, 1977 - Segell discogràfic: Hollywood Records - Productors: Queen, assistits per Mike Stone       |
| Jazz                 | - Data: 10 de novembre, 1978 - Segell discogràfic: Hollywood Records - Productors: Queen, Roy Thomas Baker             |
| The Game             | - Data: 30 de juny, 1980 - Segell discogràfic: Hollywood Records - Productors: Reinhold Mack, Queen                    |
| Flash Gordon         | - Data: 8 de desembre, 1980 - Segell discogràfic: Hollywood Records - Productors: Brian May, Reinhold Mack             |
| Hot Space            | - Data: 21 de maig, 1982 - Segell discogràfic: Hollywood Records - Productors: Queen, Reinhold Mack                    |
| The Works            | - Data: 27 de febrer, 1984 - Segell discogràfic: Hollywood Records - Productors: Reinhold Mack, Queen                  |
| A Kind of Magic      | - Data: 2 de juny, 1986 - Segell discogràfic: Hollywood Records - Productors: Reinhold Mack, Queen, David Richards     |
| The Miracle          | - Data: 22 de maig, 1989 - Segell discogràfic: Hollywood Records - Productors: Queen, David Richards                   |
| Innuendo             | - Data: 4 de febrer, 1991 - Segell discogràfic: Hollywood Records - Productors: Queen, David Richards                  |
| Made In Heaven       | - Data: 6 de novembre, 1995 - Segell discogràfic: Hollywood Records - Productors: Queen                                |

### Discos en directe
| Nom de l'àlbum                   | Informació |
| -------------------------------- | --- |
| Live Killers                     | - Data: 26 de juny, 1979 - Segell discogràfic: EMI - Productors: Queen                                                         |
| Live Magic                       | - Data: 1 de desembre, 1986 - Segell discogràfic: Hollywood Records - Productors: Queen, Trip Khalaf                           |
| Live at Wembley '86              | - Data: 26 de maig, 1992 - Segell discogràfic: Hollywood Records - Productors: Queen                                           |
| Queen on Fire - Live at the Bowl | - Data: 25 d'octubre, 2004 - Segell discogràfic: Hollywood Records - Productors: Brian May, Roger Taylor, Justin Shirley-Smith |

### Recopilacions
- Greatest Hits I (1981)
- Greatest Hits II (1991)
- Queen Rocks (1997)
- Greatest Hits III (1999)

- The Complete Works (desembre de 1985), col·lecció que conté tots els discos oficials editats fins aquella data (des de Queen fins a The Works)
- Complete Vision (desembre de 1985), recopilació de les cares B de tots els singles editats fins aquella data (des de Killer Queen fins a One Vision)

## Videografia amb Queen
Vídeos en viu
| Nom de l'àlbum                            | Informació                                             |
| ----------------------------------------- | ------------------------------------------------------ |
| Queen Live in Rio                         | - Llançament: VHS 1985 - Discogràfica: EMI             |
| Queen Live in Budapest                    | - Llançament: VHS 1987 - Discogràfica: EMI             |
| Queen at Wembley                          | - Llançament: VHS 1992, DVD 2003 - Discogràfica: EMI   |
| We Are the Champions: Final Live in Japan | - Llançament: VHS 1992, DVD 2004 - Discogràfica: EMI   |
| Queen on Fire - Live at the Bowl          | - Llançament: 25 d'octubre de 2004 - Discogràfica: EMI |
| Queen Rock Montreal & Live AID            | - Llançament: 29 d'octubre de 2007 - Discogràfica: EMI |

Documentals
| Documental                           | Informació         |
| ------------------------------------ | ------------------ |
| The Magic Years                      | - Llançament: 1987 |
| The Queen Phenomenon                 | - Llançament: 1995 |
| Classic Albums: A Night at the Opera | - Llançament: 2004 |

## Cançons de Queen escrites per John Deacon

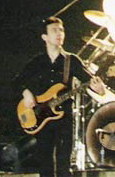
John Deacon en directe l'any 1979.

Deacon també componia i va ser un excel·lent compositor. Va obtenir, igual que els altres membres del grup, almenys un número 1. Va compondre tres dels grans èxits de la banda: "You're My Best Friend", cançó composta per a la seva dona, Veronica amb la qual acabava de casar-se; "I Want to Break Free", el videoclip del qual es caracteritza per l'aparició dels membres de Queen vestits de dones, parodiant així una telesèrie anglesa de l'època, i "Another One Bites the Dust", el senzill més venut de la història de la banda.

### Editades com a single
- "You're My Best Friend" de A Night at the Opera
- "Spread Your Wings" de News of the World
- "Another One Bites the Dust" i "Need Your Loving Tonight" de The Game
- "Back Chat" de Hot Space
- "I Want to Break Free" de The Works
- "Friends Will Be Friends", "Pain Is So Close to Pleasure" (escrita conjuntament amb Freddie Mercury) i "One Year of Love" de A Kind of Magic

### Altres
- "Misfire" from Sheer Heart Attack
- "You and I" de A Day at the Races
- "Who Needs You" de News of the World
- "If You Can't Beat Them" i "In Only Seven Days" de Jazz
- "Execution Of Flash" i "Arboria" de Flash Gordon
- "Cool Cat" de Hot Space (coescrita amb Freddie Mercury)
- "Rain Must Fall" (lletres de Mercury) de The Miracle
- "My Life Has Been Saved" (dues versions, la primera el 1989 apareguda a la cara B d'un single, la segona regravada el 1993 i el 1995 per l'àlbum Made in Heaven)

## Gires

### Amb Queen
| Any(s)    | Títol                     | Voltes | Shows | Llançaments oficials                                                               |
| --------- | ------------------------- | ------ | ----- | ---------------------------------------------------------------------------------- |
| 1973-1974 | Queen I Tour              | 2      | 35    |                                                                                    |
| 1974      | Queen II Tour             | 2      | 41    |                                                                                    |
| 1974-1975 | Sheer Heart Attack Tour   | 3      | 77    |                                                                                    |
| 1975-1976 | A Night At The Opera Tour | 3      | 77    | - Un concert va ser gravat i retransmès per la BBC                                 |
| 1976      | Gira d'estiu 1976         | 1      | 4     | - El concert a Hyde Park va ser gravat                                             |
| 1977      | A Day At The Races Tour   | 5      | 59    |                                                                                    |
| 1977-1978 | News Of The World Tour    | 2      | 46    |                                                                                    |
| 1978-1979 | Jazz Tour                 | 4      | 79    | - Live Killers primer disc en viu de la banda                                      |
| 1979      | Crazy Tour                | 1      | 20    | - Concerts for the People of Kampuchea LP realitzat per diversos artistes          |
| 1980-1981 | The Game Tour             | 6      | 83    | - Queen Rock Montreal (DVD i CD), We Will Rock You (VHS i DVD)                     |
| 1982      | Hot Space Tour            | 3      | 69    | - Queen on Fire - Live at the Bowl (DVD) inclou concerts a Londres, Viena i Tòquio |
| 1984-1985 | The Works Tour            | 5      | 48    | - We Are the Champions: Final Live in Japan (DVD) - Rock in Rio (VHS)              |
| 1986      | Magic Tour                | 1      | 26    | - Queen at Wembley (DVD) - Queen Live in Budapest (VHS)                            |
|           |                           |        |       |                                                                                    |